# Brangas neora
Brangas neora is een vlinder uit de familie van de Lycaenidae. De wetenschappelijke naam van de soort werd als Thecla neora in 1869 gepubliceerd door William Chapman Hewitson.